# Jingshan
Die Stadt Jingshan (chinesisch 京山市, Pinyin Jīngshān Shì) ist eine kreisfreie Stadt in der chinesischen Provinz Hubei, die zum Verwaltungsgebiet der bezirksfreien Stadt Jingmen gehört. Sie hat eine Fläche von 3.566 km² und zählt 621.700 Einwohner (Stand: Ende 2019). Ihr Hauptort ist die Großgemeinde Xinshi (新市镇).
Die Qujialing-Stätte, die namensgebende Stätte der Qujialing-Kultur, steht seit 1988 auf der Liste der Denkmäler der Volksrepublik China.

## Administrative Gliederung
Auf Gemeindeebene setzt sich die Stadt aus vierzehn Großgemeinden zusammen. Diese sind:
- Großgemeinde Xinshi 新市镇
- Großgemeinde Yongxing 永兴镇
- Großgemeinde Caowu 曹武镇
- Großgemeinde Luodian 罗店镇
- Großgemeinde Songhe 宋河镇
- Großgemeinde Pingba 坪坝镇
- Großgemeinde Sanyang 三阳镇
- Großgemeinde Lülin 绿林镇
- Großgemeinde Yangji 杨集镇
- Großgemeinde Sunqiao 孙桥镇
- Großgemeinde Shilong 石龙镇
- Großgemeinde Yongsong 永漋镇
- Großgemeinde Yanmenkou 雁门口镇
- Großgemeinde Qianchang 钱场镇